# Kastro (Elida)
Kastro  este un oraș în Grecia în prefectura Elida.